# Ray Park
Raymond "Ray" Park, född 23 augusti 1974 i Glasgow, Skottland, är en brittisk stuntman och skådespelare. 

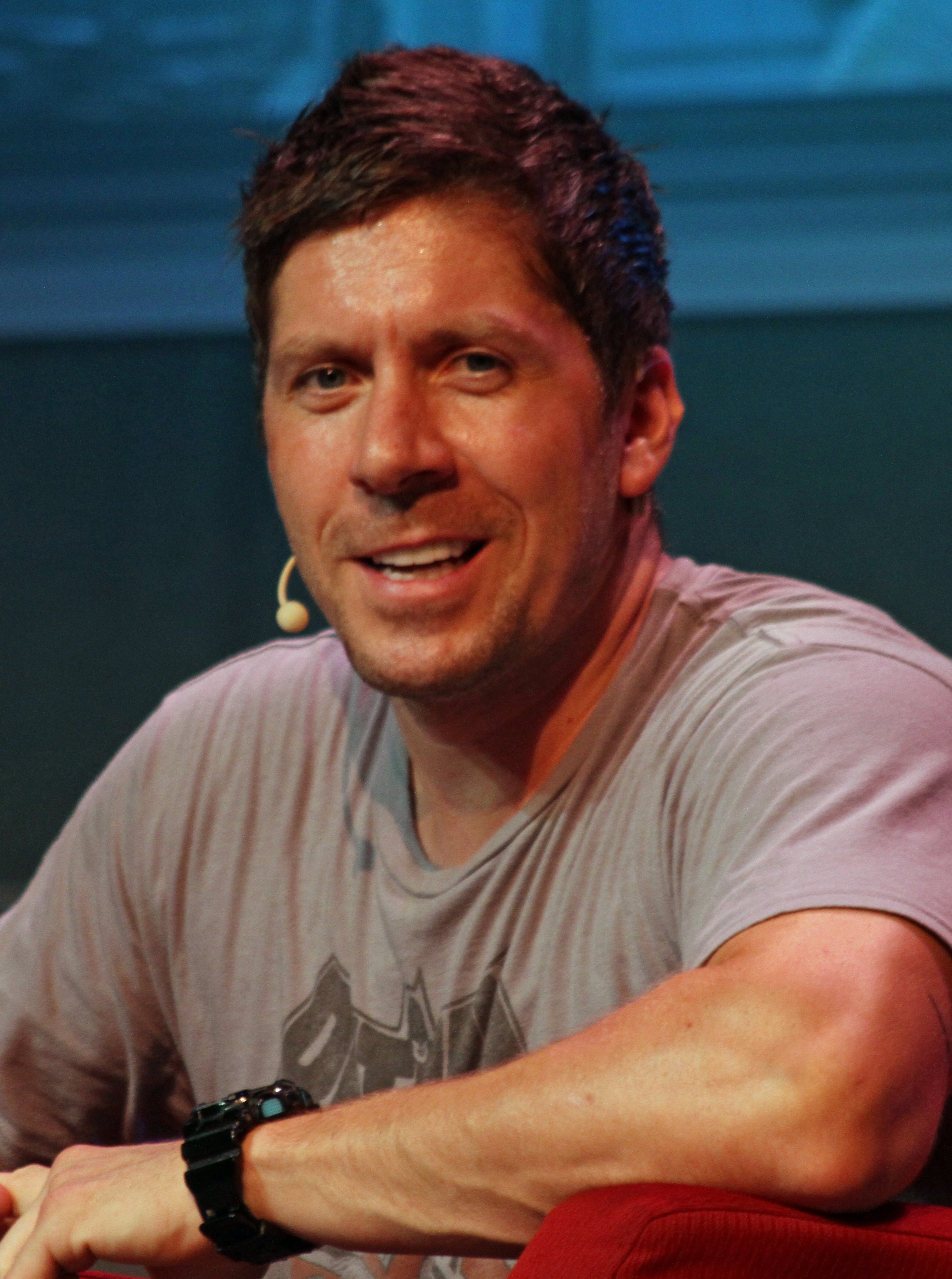
Park i juni 2011.

Park är känd för att ha spelat Darth Maul i Star Wars: Episod I – Det mörka hotet och Toad i X-Men. Han har även spelat rollen som Snake Eyes i filmerna G.I. Joe: The Rise of Cobra och G.I. Joe: Retaliation.

## Filmografi (urval)

### Film
| År   | Film                                  | Roll                           | Övrigt   |
| ---- | ------------------------------------- | ------------------------------ | -------- |
| 1997 | Mortal Kombat: Annihilation           | Raptor #3/Tarkatan (Baraka) #2 |          |
| 1999 | Star Wars: Episod I – Det mörka hotet | Darth Maul                     |          |
| 1999 | Sleepy Hollow                         | Huvudlös ryttare               | Stuntman |
| 2000 | X-Men                                 | Mortimer Toynbee / Toad        |          |
| 2002 | Ballistic                             | A.J. Ross                      |          |
| 2005 | Potheads: The Movie                   | Mr. D                          |          |
| 2006 | Slayer                                | Acrobatic Vampire Twins        |          |
| 2007 | What We Do Is Secret                  | Brendan Mullen                 |          |
| 2007 | The Legend of Bruce Lee               | Chuck Norris                   |          |
| 2009 | Fanboys                               | THX säkerhetsvakt              |          |
| 2009 | Hellbinders                           | Max                            |          |
| 2009 | G.I. Joe: The Rise of Cobra           | Snake Eyes                     |          |
| 2009 | Heroes                                | Edgar                          | TV-serie |
| 2010 | The King of Fighters                  | Rugal Bernstein                |          |
| 2011 | Supah Ninjas                          | Harry                          | TV-serie |
| 2013 | G.I. Joe: Retaliation                 | Snake Eyes                     |          |
| 2014 | Jinn                                  | Gabriel                        |          |
| 2015 | Mortal Kombat X: Generations          | Erron Black                    | TV-serie |
| 2016 | Mortal Kombat: Legacy                 | Erron Black                    | TV-serie |
| 2018 | Accident Man                          | Mac                            |          |
| 2018 | Solo: A Star Wars Story               | Darth Maul                     | Cameo    |